# Нінуакутхе
Нінуакутхе (груз. ნინუაკუთხე) — село в Грузії.
За даними перепису населення 2014 року в селі проживає 664 особи.